# Glazura
Glazura ali posteklina je tanka steklasta plast, ki pokriva keramične izdelke, da poveča odpornost in neprepustnost za vodo ter doseže lepši videz. Trde izdelke iz porcelana potopimo po prvem žganju (900 ° C) v vodno suspenzijo silikata, apnenca, kremena in kaolinita in na koncu pečemo pri 1400 do 1500 ° C. Glinene posode in pečnice (ploščice za peči) pred žganjem prevlečemo z mešanico gline in svinčevega stekla, z dodajanjem kovinskih oksidov pa dobimo barvno glazuro. Predmeti iz grobega kamna (kanalizacijske cevi itd.) dobijo solno glazuro (natrijev in aluminijev silikat) v vroči peči z dodatkom soli. 

## Pigmenti za keramiko
Keramične pigmente razumemo kot kemične snovi, namenjene barvanju grobih in finih keramičnih izdelkov, lahko pa jih uporabimo tudi za emajl in steklo. Te snovi se nekoliko razlikujejo od pigmentov za lake in barve, ki ščitijo ali barvajo običajne podlage, kot so les, kovina in gradbene plošče. Glavna razlika med njimi je, da se te snovi ne uporabljajo za barvanje končnih izdelkov, ampak se uporabljajo med proizvodnjo keramike in podobnih materialov, zato so pri žganju in žarjenju teh materialov (običajno v temperaturnem območju od 500 do 1400 ° C). ) podvržene dolgotrajni toplotni obdelavi. Keramični pigmenti so zato kot osnovna zahteva izjemno stabilni pri visokih temperaturah, kar je značilnost le nekaterih anorganskih spojin. Keramični pigmenti pogosto razvijejo svojo pravo barvo šele po žganju izdelkov, na katere so naneseni.
Keramični pigmenti se uporabljajo kot sestavine keramičnih barv. Poleg pigmentov vsebujejo tudi sredstva za znižanje tališča in tako imenovane glazurne frite. Slednje naj služijo kot vezivo v keramični barvi in da na keramičnem izdelku ustvarijo prevleko, glazuro, ki vsebuje barvne pigmente (emajliranje).
Keramični pigmenti po svoji kemični sestavi niso vedno natančno določeni. Običajno gre za mešanice kovinskih oksidov, najpogosteje železa, mangana, kroma, kobalta in niklja, lahko pa vsebujejo tudi druge okside. Strukturno so običajno zgrajeni kot spineli (MIIO • M2III03, kjer je M kovina in rimska številka označuje njeno valenco). Poleg kovinskih oksidov strukture spinela se kot keramični pigmenti uporabljajo nekatere primerne nebarvane spojine, kot sta cirkonijev silikat in cirkonijev oksid, v katere so v kristalno mrežo vključeni ioni nekaterih kovin, najpogosteje vanadij. S to namestitvijo se doseže obarvanost, znani tovrstni keramični pigmenti pa so na primer cirkonijevo-vanadijev modri in rumeni pigmenti, cirkonijevo-železno roza in drugi. V zadnjem času se proizvajajo keramični pigmenti, pri katerih so v zaščitni sloj brezbarvnih, temperaturno obstojnih spojin vključene občutljive, a močno obarvane snovi, kot je kadmijev sulfoselenid, med katerimi so najpomembnejše cirkonijeve spojine (silikat, oksid).
Keramične barve se večinoma uporabljajo za barvanje gradbene keramike, predvsem za stenske ploščice, talne ploščice in sanitarije (kopalnice). Obstajajo različne barve za glazuro (overglaze barve), za barvanje površine keramike pred posteklitvijo (underglaze barve) in za barvanje mase. Te barve se uporabljajo v različnih fazah izdelave keramičnih izdelkov, zato so izpostavljene različnim temperaturam pečenja, zato je to treba upoštevati pri izbiri določenega keramičnega pigmenta.

## Slike
- Obdobje Nara, tribarvna glazirana posoda, 8. stoletje
- Vrček za kavo
- Temperaturno združljive barvne svinčene glazure se nanašajo neposredno na predmet in žgejo. Mintons England okoli leta 1870.
- Minton kositrna glazura, Majolica tondino, slog Istoriato
- İznik ploščice v Enderûn knjižnici (Knjižnica sultana Ahmeda III.) v palači Topkapi, Carigrad.
- Steklenica. Iran. 16. stoletje. Sestavljeno telo, barvano in glazirano.
- Barvno glaziran lončeni kip nebeškega čuvaja, Sancai, 618~907, zbirka Šanghajskega muzeja